# KRS-One (album)
Albums
Return of the Boom Bap
(1993) The Battle for Rap Supremacy: KRS-One Vs. MC Shan
(1996)
Singles
1. MC's Act Like They Don't Know
Sortie : 28 août 1995
2. Rappaz R. N. Dainja
Sortie : 29 septembre 1995

KRS-One est le deuxième album studio de KRS-One, sorti le 10 octobre 1995.
L'album s'est classé 2e au Top R&B/Hip-Hop Albums et 19e au Billboard 200.

## Liste des titres
| No  | Titre                                                     | Contient un (des) sample(s) de | Durée |
| --- | --------------------------------------------------------- | --- | ----- |
| 1.  | Rappaz R. N. Dainja                                       | Telephone Girl d'Assagai Richard Pryor Dialogue de Richard Pryor Toys d'Herbie Hancock South Bronx de Boogie Down Productions Time's Up d'O.C.                            | 5:58  |
| 2.  | De Automatic (featuring Fat Joe)                          | | 4:25  |
| 3.  | MC's Act Like They Don't Know                             | Yesterdays de Clifford Brown The Ballad of Jed Clampett de Flatt & Scruggs The Breaks de Kurtis Blow You Must Learn de Boogie Down Productions Hip-Hop vs. Rap de KRS-One | 4:55  |
| 4.  | Ah-Yeah                                                   | | 3:50  |
| 5.  | R.E.A.L.I.T.Y. (featuring Dexter Thibou)                  | | 4:17  |
| 6.  | Free Mumia (featuring Channel Live)                       | | 4:08  |
| 7.  | Hold                                                      | | 5:55  |
| 8.  | Wannabemceez (featuring Mad Lion)                         | Buns O'Plenty d'Isaac Hayes Pure des Troubleneck Brothers Back to the Hip Hop des Troubleneck Brothers                                                                    | 4:21  |
| 9.  | Represent the Real Hip Hop (featuring Das EFX et DJ Dice) | | 4:38  |
| 10. | The Truth (featuring Rich Nice)                           | | 3:46  |
| 11. | Build Ya Skillz (featuring Busta Rhymes)                  | Incognito d'Oneness of Juju | 4:41  |
| 12. | Out for Fame                                              | My Melody d'Eric B. and Rakim | 4:51  |
| 13. | Squash All Beef (featuring Sadat X)                       | Mystique Blues des Crusaders | 5:04  |
| 14. | Health, Wealth, Self                                      | | 5:00  |